# Carnewas and Bedruthan Steps

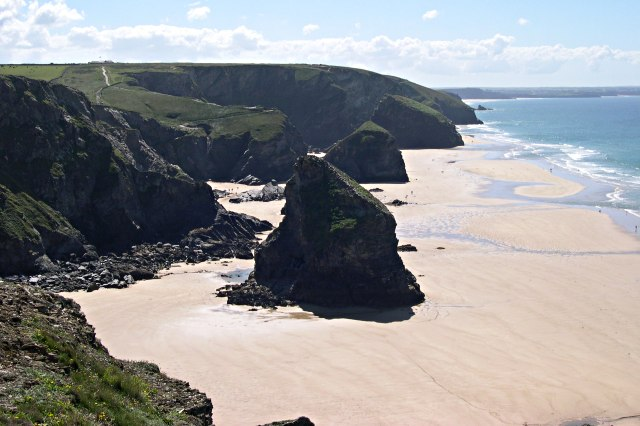
Carnewas and Bedruthan Steps à marée basse.

Les Carnewas and Bedruthan Steps est une portion de littoral située sur la côte nord des Cornouailles entre Padstow et Newquay, en Angleterre. La zone, partiellement détenue par le National Trust for Places of Historic Interest or Natural Beauty, est notable pour ses formations géologiques.